# مالیسا لونگو
مالیسا لونگو (ایتالیایی: Malisa Longo؛ زادهٔ ۱۳ ژوئیهٔ ۱۹۵۰) بازیگر و مدل اهل ایتالیا است که به‌ویژه در فیلم‌های کمدی سکسی سبک ایتالیایی حضوری فعال داشت.
از فیلم‌هایی که وی در آن نقش داشته‌است، می‌توان به چشم طمع به همسایه طبقه پنجم نداشته باشید، هزار و یک شب ایتالیایی، دکامرون ممنوعه، ممنوعه‌ترین دکامرون، دکامرون ناپسند، نوجوان، شهر زنان، راه اژدها، کالیفرنیا، مرد خانواده، سالن کیتی، اسنک بار بوداپست، نبرد ربات‌ها، راهبه آتش‌پاره، مردی با چهره عجیب به‌دنبال توست تا تو را بکشد و میراندا اشاره کرد.